# NGC 7728
NGC 7728 é uma galáxia elíptica (E) localizada na direcção da constelação de Pegasus. Possui uma declinação de +27° 08' 00" e uma ascensão recta de 23 horas, 40 minutos e 00,7 segundos.
A galáxia NGC 7728 foi descoberta em 16 de Fevereiro de 1862 por Heinrich Louis d'Arrest.